# エドヴィン・ヴィーデ

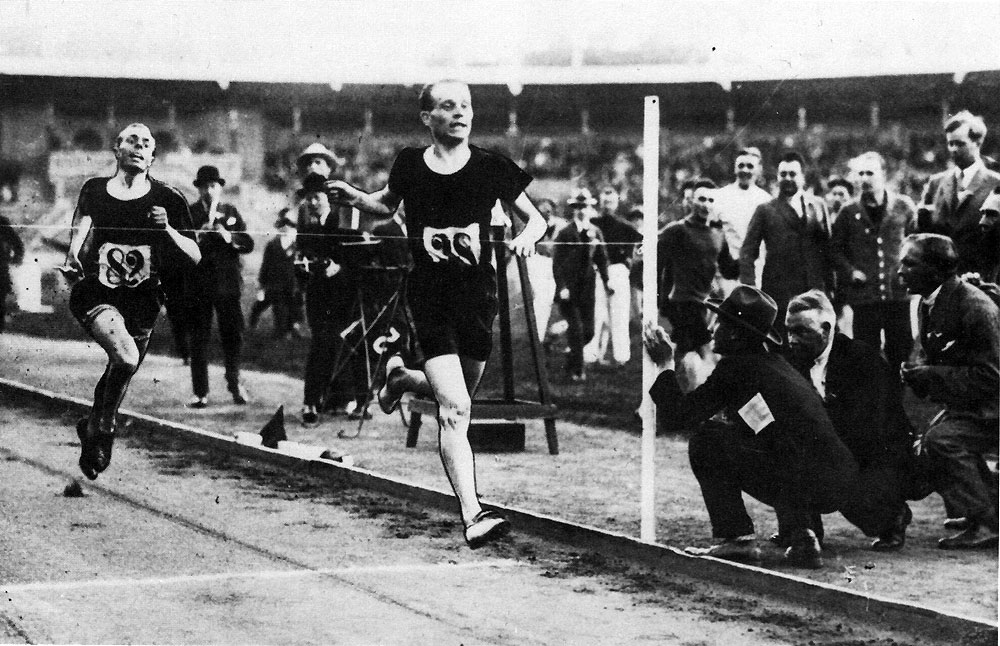
1926年7月、ストックホルムでの競走会において、パーヴォ・ヌルミに次いでフィニッシュするヴィーデ。

エドヴィン・ヴィーデ (Emil Edvin Wide、1896年2月22日 - 1996年6月19日)は、スウェーデンの陸上競技選手。長距離種目を専門とした選手で1920年アントワープオリンピックから3大会連続オリンピック出場し、計五個のメダルを獲得した選手である。

## 経歴
フィンランド・南西スオミ県キミト出身。
1920年アントワープオリンピックでは、3000m団体に出場。エリック・ベックマン(Eric Backman)、スベン・ルンドグレン (Sven Lundgren) とともに銅メダルを獲得した。
ヴィーデは4年後の1924年パリオリンピックに出場。この大会で10000mではフィンランドのビレ・リトラに次ぎ銀メダル。5000mではパーヴォ・ヌルミ、リトラのフィンランド勢に次ぎ銅メダルと、二つのメダルを獲得する。
さらに3大会連続出場となった1928年アムステルダムオリンピックでも、5000mではリトラ、ヌルミに次いで銅メダル、10000mもヌルミ、リトラに次いで銅メダルと、2大会で4個のメダルを獲得するも、ついにフィンランドの偉大な二人のランナーには勝つことができなかった。